# Bramsöfjärden
Bramsöfjärden är en sjö i Gävle kommun och Tierps kommun i Uppland och ingår i Dalälvens huvudavrinningsområde. Sjön har en area på 60,2 kvadratkilometer och ligger 51 meter över havet. Sjön genomlöps av Dalälven. Vid provfiske har en stor mängd fiskarter fångats, bland annat abborre, björkna, braxen och gers.
Sjön sträcker sig från Östveda och Långviksvallen i Hedesunda socken, till Sända i Hedesunda socken och Söderfors i Tierps kommun. Fjärden är ett område inom Natura 2000. Större öar är Yttnön, Virön, Bramsön, Koön och Harsön.
Andra namn på fjärdar inom denna del av floden Dalälven: Se Hedesundafjärdarna.

## Delavrinningsområde
Bramsöfjärden ingår i delavrinningsområde (669633-157856) som SMHI kallar för Utloppet av Bramsöfjärden. Medelhöjden är 55 meter över havet och ytan är 139,66 kvadratkilometer. Räknas de 2778 avrinningsområdena uppströms in blir den ackumulerade arean 28 583,14 kvadratkilometer. Avrinningsområdets utflöde Dalälven mynnar i havet. Avrinningsområdet består mestadels av skog (48 procent). Avrinningsområdet har 60,16 kvadratkilometer vattenytor vilket ger det en sjöprocent på 43,1 procent.

## Fisk
Vid provfiske har följande fisk fångats i sjön:
| - Abborre - Björkna - Braxen - Gärs - Gädda - Gös | - Löja - Mört - Nors - Sarv - Siklöja - Sutare |